# William Goyen
Œuvres principales
La Maison d'haleine
William Goyen, né le 24 avril 1915 à Trinity (Texas) et mort le 30 août 1983 à Los Angeles (Californie), est un écrivain américain, également traducteur, éditeur et enseignant.

## Biographie
William Goyen naît en 1915 dans la petite ville de Trinity, au Texas, d’une famille aux lointaines origines basques. Aîné d’une fratrie de trois enfants, il est diagnostiqué très jeune comme épileptique. En 1923, la famille s’installe à Houston. Il y poursuivra ses études jusqu’en 1939. Goyen enseigne pendant un an à l’université de Houston en 1939, puis s’engage dans l’US Navy la même année. Pendant la Seconde Guerre mondiale, il sert comme officier à bord du porte-avions USS Casablanca dans le Pacifique Sud, où il commence son premier roman The House of Breath (La maison d’Haleine).
Rendu à la vie civile il se retire pendant deux ans au Nouveau-Mexique puis voyage (Portland, San Francisco, Dallas, New York, Londres). C’est à Paris, en 1949, dans un café de Clichy qu’il termine La Maison d’haleine. Après la guerre et jusque dans les années 1950, il publie des nouvelles, des recueils de contes, d’autres romans et des pièces de théâtre. Il voyage et vit à plusieurs reprises au Nouveau-Mexique, en Europe, à New York et en Californie.
De 1955 à 1960, il enseigne dans diverses universités, dont Columbia, Princeton et l’université de Houston. De 1966 à 1971, il est rédacteur principal pour l’éditeur McGraw-Hill. En 1975, il s’installe à Los Angeles, où il vivra la majeure partie du reste de sa vie
En 1971, Goyen vit une expérience de conversion qui sera à l’origine de A Book of Jesus (Un Livre de Jésus) paru en 1973.
Il meurt à Los Angeles d’une leucémie le 30 août 1983, à l’âge de 68 ans, deux mois avant la publication de son roman Arcadio.

## Vie personnelle
Les biographes ont noté sa consommation parfois excessive d’alcool, son état mental fragile et son orientation sexuelle ambiguë (le thème de l’homosexualité parcourt une partie de son œuvre). En 1951, il a une liaison avec l’écrivaine Katherine Anne Porter. Au début des années 1950, pendant une dizaine d’années, William Goyen et le peintre Joseph Glasco vivent et voyagent ensemble au Nouveau-Mexique, en Pennsylvanie et en Europe.
Il épouse en 1963 l’actrice Doris Roberts qui a joué dans une de ses pièces. Ils restent ensemble jusqu’à la mort de l’écrivain en 1983.

## L’œuvre
Sa première nouvelle publiée, The White Rooster (Le Coq blanc), parait dans a revue Mademoiselle en avril 1947. La publication en 1950 de La Maison d’haleine est saluée par la critique et récompensée de nombreux prix. Il provoque toutefois une bataille littéraire ; Goyen rompait avec la tradition de brutal réalisme alors à la mode dans la littérature américaine. Il reçoit le Mac Murray Award, prix destiné à récompenser le premier roman d’un auteur texan. Il est à deux reprises titulaire de la bourse Guggenheim, pour La Maison d’haleine et Le Fantôme et la chair, son premier recueil de nouvelles.
Il travaille à la traduction de Les fainéants dans la vallée fertile d’Albert Cossery, publiée en 1952.
En 1950-1951, il vit à New York, Chicago, Houston et au Nouveau-Mexique, tout en terminant des nouvelles qui constitueront son premier recueil, Ghost and Flesh (Le Fantôme et la chair). À cette époque son œuvre est connue en Europe grâce aux traductions en allemand et en français d’Ernst Robert Curtius et Maurice-Edgar Coindreau.
Au début des années 1950, il commence à écrire des pièces de théâtre et des adaptations de ses propres œuvres pour la scène, et plusieurs de ses pièces sont produites pendant de nombreuses années : House of Breath (1956), The Diamond Rattler (1960), Christy (1964), Black/White (1971) et Aimee (1973).
En 1955 la publication de son deuxième roman, In a Farther Country (En un pays lointain), reçoit un accueil hostile.
Un roman humoristique, The Fair Sister (Savannah), sur deux familles afro-américaines, est publié en 1963, mais il est retiré par l’éditeur après qu’un critique du New York Times Book Review a qualifié Goyen d’« insensible ».
Eprouvant des difficultés à trouver des éditeurs et un public pour ses œuvres il abandonne ses propres écrits lorsqu’il est éditeur chez McGraw-Hill, de 1966 à 1971. Son quatrième roman, Come the Restorer (Le grand Réparateur), est publié en 1974. Son lectorat limité a rendu les éditeurs commerciaux méfiants, et même pour Arcadio, son dernier roman, il est contraint à des recherches approfondies pour intéresser une maison d’édition.
Arcadio est publié deux mois après sa mort, en 1983. Le livre raconte l’histoire d’un hermaphrodite qui, cherche à réconcilier les deux moitiés antagonistes de son moi.
Half a Look of Cain (A moitié Caïn), écrit dans les années 1950 et au début des années 1960 est publié de façon posthume en 1998.

## Le style
Goyen appartient à la génération d’écrivains succédant à ceux de la « Génération perdue » (Ernest Hemingway, F. Scott Fitzgerald, John Steinbeck …) aux côtés de Gore Vidal, Tennessee Williams, ou Carson McCullers. Les critiques ont tenté de définir son style avec des étiquettes telles que « Southern » ou « Southern Gothic », on parle aussi de « réalisme magique ». Il se rattache effectivement à la mouvance des écrivains du sud des Etats-Unis à l’instar de William Faulkner ou Carson McCullers.
Le style de Goyen a souvent été comparé à celui de Virginia Woolf, William Faulkner et Gabriel García Márquez. Ses origines texanes et sa petite enfance ont eu une influence durable sur ses écrits fortement ancrés dans l’environnement sudiste des Etats-Unis. Son style lyrique et poétique, aux accents incantatoires qui fait la part belle au merveilleux, est marqué par les rythmes du langage rural et la Bible. Cependant au fil de son œuvre le style de Goyen se fera de plus en plus sobre et dépouillé.

## Œuvres traduites en français
- La Maison d’haleine, (The House of Breath, 1950) roman traduit par Maurice-Edgar Coindreau. Editions Gallimard, 1954 / L’Imaginaire Gallimard n° 96.
- Le Fantôme et la chair (Ghost and Flesh, 1952) recueil de nouvelles traduit par Maurice-Edgar Coindreau, préface de Michel Mohrt. Editions Gallimard, 1956.
- En un pays lointain (In a Farther Country, 1955) roman traduit par Marcelle Weill, Editions Gallimard, 1967.
- Savannah (The Fair Sister, 1963), roman traduit par Henri Morisset, préface d’Yves Berger. Editions Grasset, 1964.
- Un livre de Jésus (A Book of Jesus, 1973) essai traduit par Patrice Repusseau. Editions Gallimard, 2008.
- Le Grand Réparateur (Come the Restorer, 1974) roman traduit par Patrice Repusseau. Editions Payot & Rivages, 1990.
- Le Chant du moqueur (Collected Stories, 1975) recueil de nouvelles traduit par Patrice Repusseau. Editions Gallimard, 2008.
- Zamour, recueil de nouvelles traduit par Patrice Repusseau & Maurice-Edgar Coindreau. Editions Jean-Michel Place, 1977 / Editions Actes Sud, 1999.
- Une Forme sur la ville, recueil de nouvelles traduit par Patrice Repusseau. Editions Payots &Rivages, 1988
- Merveilleuse plante (Wonderful Plant, 1980) essai traduit par Patrice Repusseau. Editions Actes Sud (1994)
- Arcadio (Arcadio, 1983) roman traduit par Patrice Repusseau. Edition Gallimard, 1998.
- Six Femmes, essai traduit par Patrice Repusseau. Editions Actes Sud, 1999.

- Précieuse porte, recueil de nouvelles traduit par Patrice Repusseau, Editions Arcane 17, 1986 / Imaginaire Gallimard n°196

- A moitié Caïn (Half a Look of Caïn, écrit dans les années 1950 et au début des années 1960, publié en 1994) roman traduit par Bernard Hoepffner avec la collaboration de Catherine Goffaux, Joëlle Losfeld éditions, 1998

- Six Femmes, essai traduit par Patrice Repusseau. Editions Actes Sud, 1999.